# No Blame Approach
No Blame Approach ist ein Mitte der 1980er Jahre in England von Barbara Maines und George Robinson entwickelter Interventionsansatz, der eingesetzt wird, um Mobbing in der Schule zu stoppen. Grundlegend bei dieser Intervention ist der vollständige Verzicht auf Schuldzuweisungen und Strafen.
Das Mobbing-Geschehen soll durch die Wirksamkeit einer Unterstützergruppe, die dem Mobbing-Opfer zur Seite steht, gestoppt werden. Entsprechend des Ansatzes ist das Mobbing ein Gruppengeschehen, welches durch eine Veränderung der Gruppendynamik reduziert werden kann.
Die No Blame Approach Methode besteht aus drei Schritten. Der erste Schritt ist ein Gespräch mit der durch Mobbing geschädigten Person. Ziel dieses Gespräches ist, Vertrauen und Zuversicht in die Methode zu vermitteln und zu verdeutlichen, dass die schwierige Situation ein Ende finden kann. Im zweiten Schritt wird eine Unterstützungsgruppe eingerichtet. Diese ist heterogen zusammengesetzt und besteht aus Akteuren, Mitläuferinnen und Mitläufern und Personen, die bisher keine aktive Rolle im Mobbing-Geschehen hatten. Diese Gruppe hat den Auftrag das Mobbing-Opfer beim Auftreten eines weiteren Mobbing-Ereignis zu unterstützen. Im dritten Schritt wird mit allen Mitgliedern der Unterstützergruppe nach etwa 2 Wochen über die Entwicklung der Situation gesprochen. Ziel dieses Schritts ist die Schaffung von Verbindlichkeit und Nachhaltigkeit.
In einer Studie von 2007/2008 wurde die Wirksamkeit in 220 Mobbing-Fällen untersucht. Hiernach konnte in 87 % der Fälle eine gute Wirksamkeit und ein Stoppen des Mobbings festgestellt werden. Auch das Schulministerium NRW spricht davon, dass die Methode mit gutem Erfolg angewendet werden kann.